# The Tellers
I The Tellers sono un gruppo pop/rock belga, che si ispira fortemente a gruppi anglosassoni come i Kinks o i Libertines.
Il gruppo è composto da un batterista, Kenley Dratwa, da un bassista, François Gustin e da due giovani ragazzi di 20 e 21 anni, Charles Blistin e Ben Baillieux-Beynon. Nonostante il debutto abbastanza recente (un solo album registrato), il gruppo possiede già una certa notorietà in Belgio, ma anche nei paesi limitrofi come la Germania, i Paesi Bassi, o la Francia dovuta, in particolare, alla pubblicità della Canon, che ha usato la loro canzone Second Category nei suoi spot televisivi.
La registrazione del loro Ep è stato fatto nello studio 62TV Records (quello delle Girls in Hawaii).